# Mathilde Laigle
Mathilde Laigle (1865 - 1949) fue una historiadora francesa.

### Obra en inglés

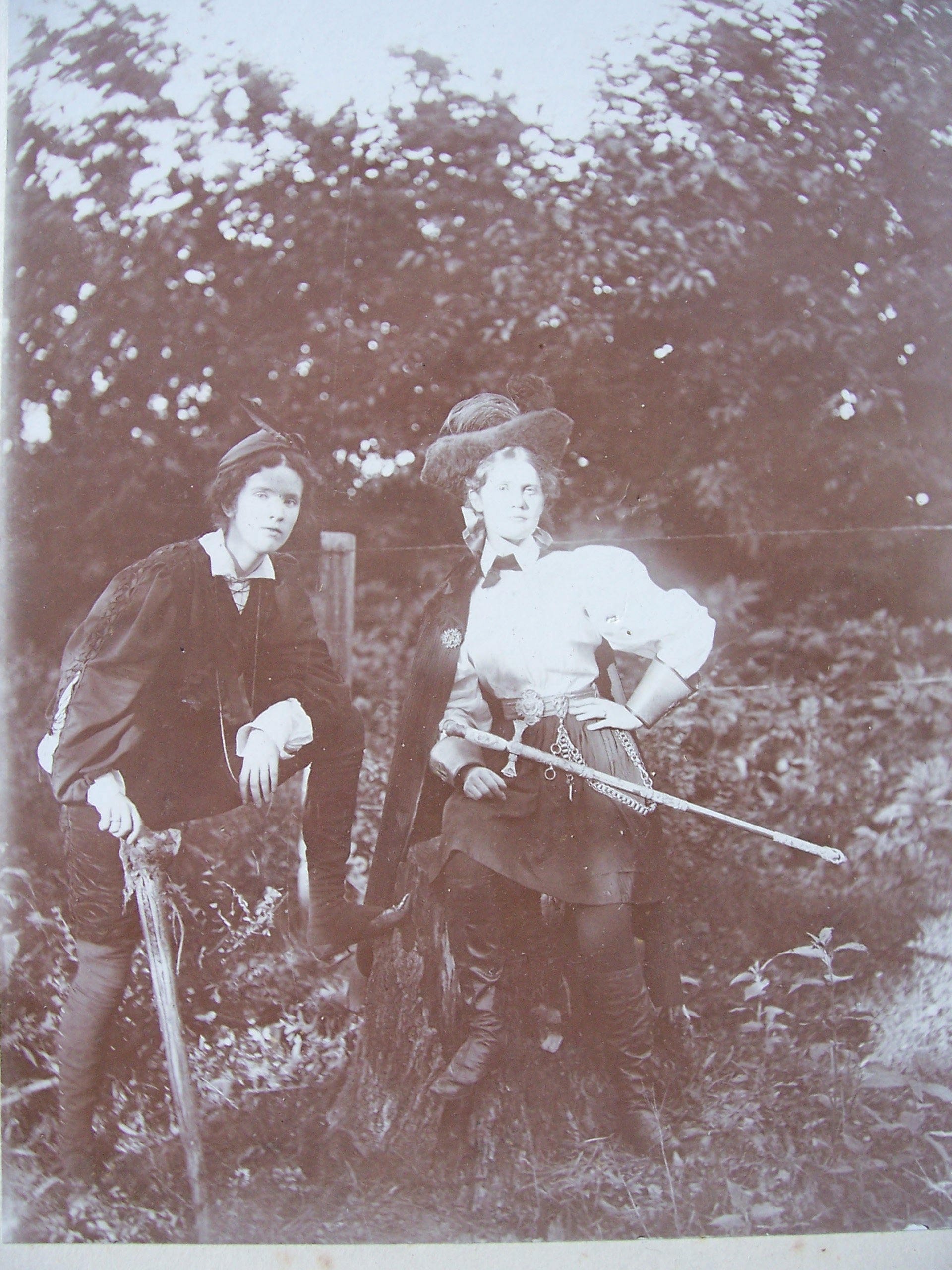
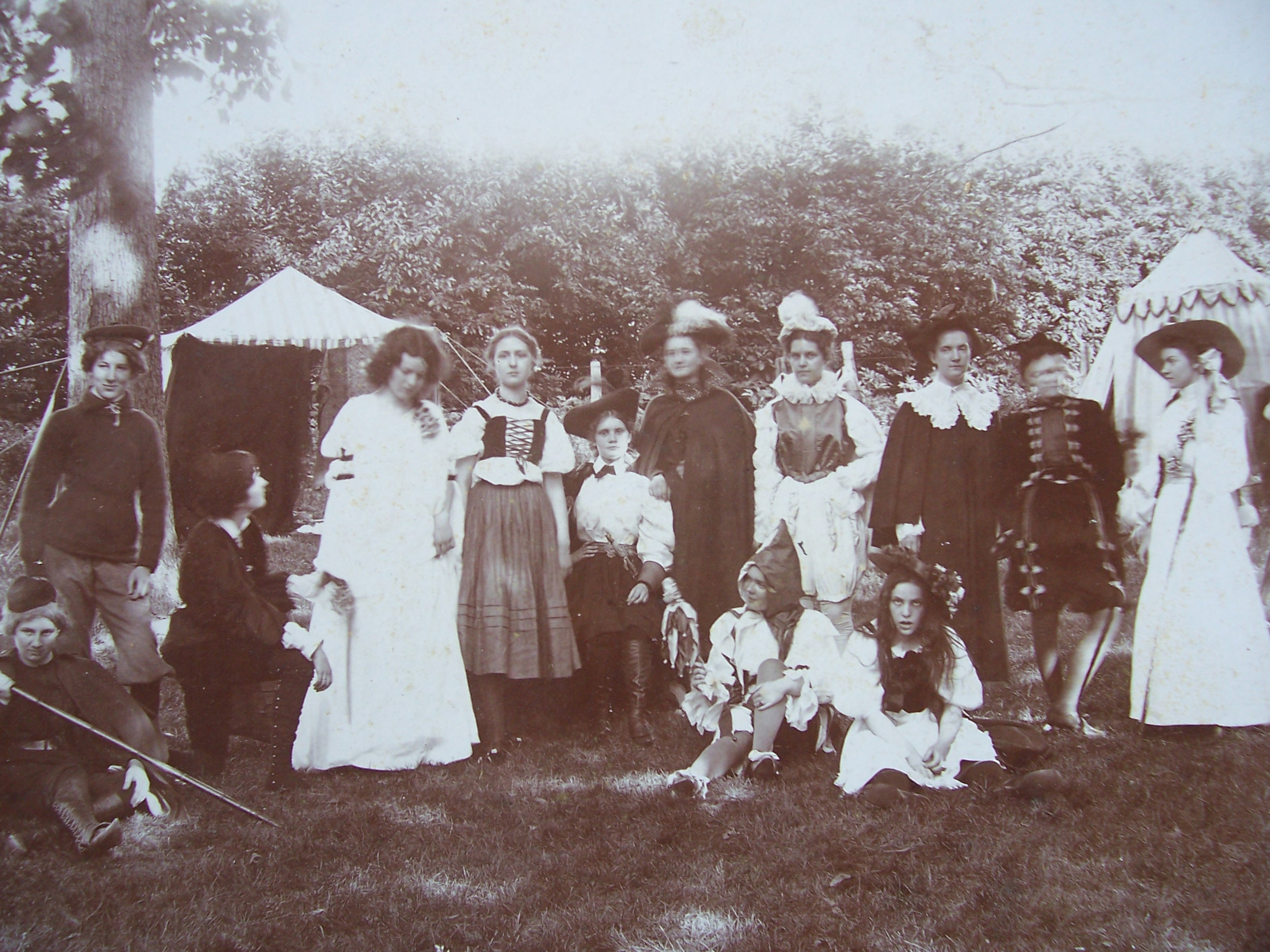
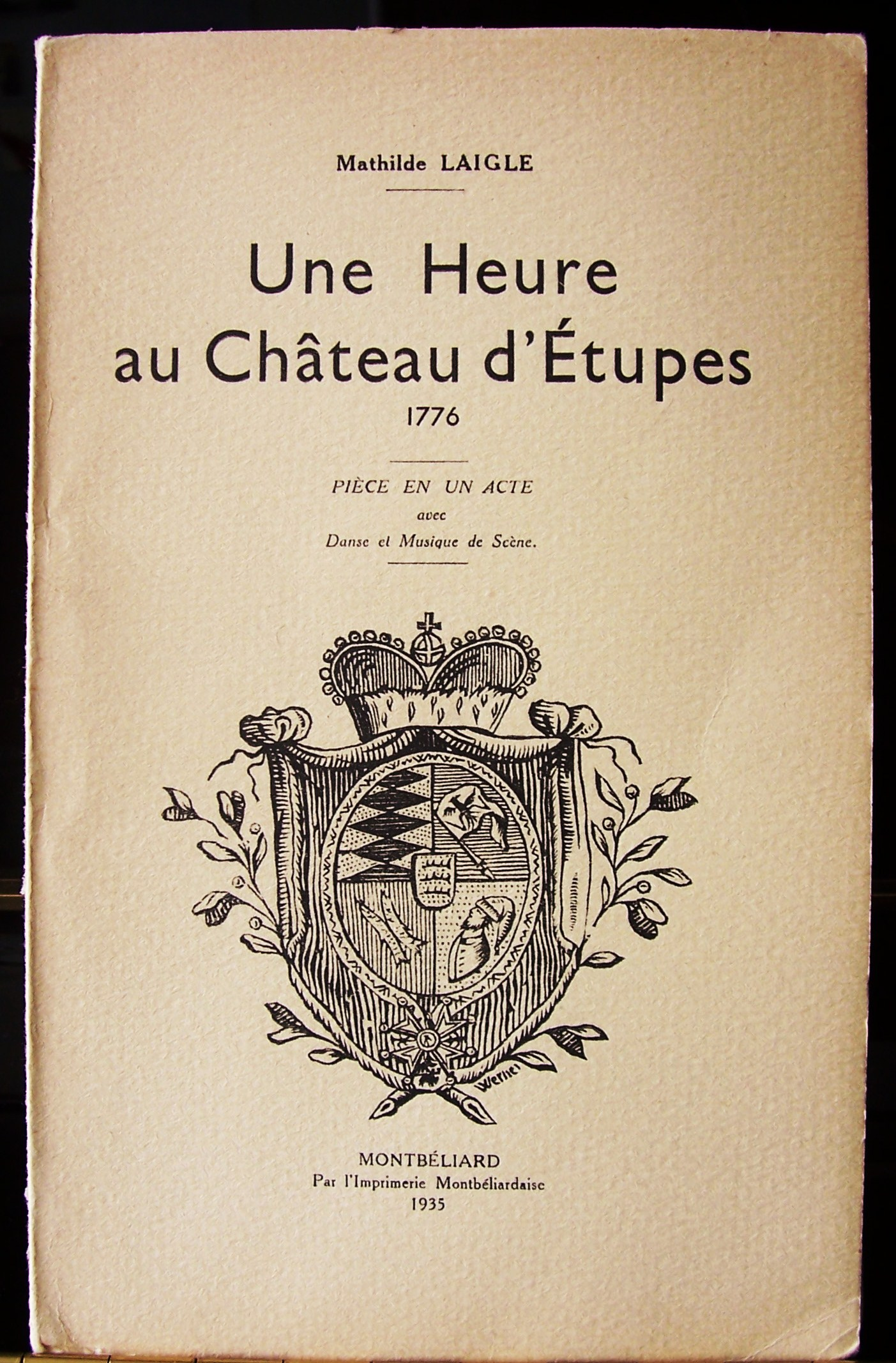